# Giovanni Díaz
Larson Giovanni Díaz Martínez (Santa Rosa, 23 marzo 1994) è un giavellottista paraguaiano.

## Palmarès
| Anno | Manifestazione              | Sede           | Evento                 | Risultato | Prestazione | Note                                     |
| ---- | --------------------------- | -------------- | ---------------------- | --------- | ----------- | ---------------------------------------- |
| 2013 | Campionati sudamericani U20 | Resistencia    | Lancio del giavellotto | Argento   | 62,25 m     |                                          |
| 2014 | Campionati sudamericani U23 | Montevideo     | Lancio del giavellotto | 4º        | 66,11 m     |                                          |
| 2015 | Campionati sudamericani     | Lima           | Lancio del giavellotto | 5º        | 70,52 m     |                                          |
| 2016 | Campionati ibero-americani  | Rio de Janeiro | Lancio del giavellotto | 7º        | 72,28 m     |                                          |
| 2016 | Campionati sudamericani U23 | Lima           | Lancio del giavellotto | Argento   | 70,89 m     |                                          |
| 2017 | Campionati sudamericani     | Asunción       | Lancio del giavellotto | 5º        | 71,57 m     |                                          |
| 2018 | Giochi sudamericani         | Cochabamba     | Lancio del giavellotto | 5º        | 67,39 m     |                                          |
| 2018 | Campionati ibero-americani  | Trujillo       | Lancio del giavellotto | Bronzo    | 71,11 m     |                                          |
| 2019 | Campionati sudamericani     | Lima           | Lancio del giavellotto | 7º        | 64,75 m     |                                          |
| 2022 | Giochi sudamericani         | Asunción       | Lancio del giavellotto | 5º        | 67,41 m     |                                          |
| 2025 | Sudamericani                | Mar del Plata  | Lancio del giavellotto | 5º        | 72,60 m     | Miglior prestazione personale stagionale |